# Nati nel 1970/Senza giorno specificato
| Questa pagina contiene informazioni ricavate automaticamente dalle voci biografiche con l'ausilio del template Bio e di un bot. L'aggiornamento è periodico e automatico e ricostruisce completamente la pagina. Se manca una persona in questa lista, sei pregato di non aggiungerla, ma accertati piuttosto che la sua voce biografica contenga il template Bio e che i dati anagrafici siano correttamente compilati. Se il template Bio manca, inseriscilo tu stesso o, in alternativa, metti l'avviso {{tmp\|Bio}} che ne segnala la mancanza. Se i dati riportati sono sbagliati, correggi direttamente la voce biografica; le modifiche saranno visibili in questa lista entro pochi giorni. Per chiarimenti vedi il progetto biografie. La lista contiene solo le 270 persone che sono citate nell'enciclopedia e per le quali è stato implementato correttamente il template Bio. Pagina aggiornata al 18 ago 2025. |

- Nasima Akhter, medico bangladese
- Mohammed Shia' Al Sudani, politico iracheno
- Gonçalo M. Tavares, poeta portoghese
- Paco Alcázar, fumettista e musicista spagnolo
- Raja'a Alem, scrittrice saudita
- Siemon Allen, artista sudafricano
- Antonis Anissegos, pianista e compositore greco
- Raymonde Ansanay-Alex, ex sciatrice alpina francese
- Daniel Aukin, regista teatrale statunitense
- Shalom Auslander, scrittore statunitense
- Esmahan Aykol, giornalista e scrittrice turca
- Shukria Barakzai, politica e giornalista afghana
- Daniel Barnz, regista e sceneggiatore statunitense
- Gabriel Bartalos, regista, truccatore e effettista statunitense
- Jennifer Baumgardner, scrittrice, attivista e produttrice cinematografica statunitense
- Josh Bazell, scrittore statunitense
- Jelena Begović, politica serba
- Massimiliano Benedetti, imprenditore italiano
- Beto Benites, attore e produttore cinematografico peruviano
- Julie Berghoff, scenografa statunitense
- Ram Bergman, produttore cinematografico israeliano
- Lisa Bernardini, giornalista italiana
- Elisa Biagini, poetessa e traduttrice italiana
- Jenna Blum, scrittrice statunitense
- Stephanie Blythe, mezzosoprano statunitense
- Michel Bortis, ex sciatore alpino svizzero
- David Bowers, regista, sceneggiatore e animatore britannico
- Luisa Brancaccio, scrittrice italiana
- Graham Broadbent, produttore cinematografico britannico
- Vittoria Burattini, batterista italiana
- Johnnie Burn, tecnico del suono britannico
- Carlos Busqued, scrittore argentino († 2021)
- Massimo Cacciapuoti, scrittore e sceneggiatore italiano
- Helen Cammock, artista britannica
- Matteo Campagnoli, scrittore e traduttore italiano
- David Camus, traduttore e scrittore francese
- Emmanuel Candès, matematico e statistico francese
- Claudio Caorsi, ex pallanuotista italiano
- Dimitri Capuani, scenografo italiano
- Edward Carey, scrittore, drammaturgo e illustratore britannico
- Mattia Cavadini, giornalista e scrittore svizzero
- Julio Cesar Cedillo, attore statunitense
- Nuntawan Chanprasert, traduttrice thailandese
- Chen Chao, artista marziale cinese
- Domenico Cipriano, poeta italiano
- Sara Colaone, fumettista e illustratrice italiana
- Sandrine Collette, scrittrice francese
- Marina Comparato, mezzosoprano italiano
- Darby Conley, fumettista statunitense
- Fabrizio Maria Cortese, regista e sceneggiatore italiano
- Fabienne Courtiade, medaglista francese
- Gianni Dallaturca, trombettista e musicista italiano
- Roberta Dapunt, poetessa italiana
- Alessandro De Roma, scrittore italiano
- Louise Dean, scrittrice britannica
- Aesop Dekker, musicista statunitense
- Erika Della Moretta, ex sciatrice alpina italiana
- Simona Denna, disegnatrice e illustratrice italiana
- Christopher von Deylen, disc jockey tedesco
- Andrea Di Paola, astronomo italiano
- Ntone Edjabe, scrittore e musicista camerunese
- Joël Egloff, scrittore e sceneggiatore francese
- Sean Ellis, regista e sceneggiatore inglese
- Kitty Empire, scrittrice e critica musicale canadese
- Nathan Englander, scrittore statunitense
- Paul Englishby, compositore, arrangiatore e pianista britannico
- Maurizio Estate, operaio italiano († 1993)
- Nightmares on Wax, musicista, compositore e disc jockey britannico
- Christine Eyene, critica d'arte camerunese
- Piers Faccini, musicista e cantautore britannico
- Massimo Faggioli, storico delle religioni italiano
- Francesco Failla, archivista italiano
- Mounir Fatmi, artista marocchino
- Adam Fawer, scrittore statunitense
- Ivan Finotti, giornalista, critico musicale e critico cinematografico brasiliano
- Frédéric Fiorentino, pilota motociclistico belga
- Jim Fortier, sceneggiatore, produttore televisivo e regista statunitense
- Stephen Foster, ex triatleta australiano
- Yukio Futatsugi, autore di videogiochi giapponese
- Matteo Galiazzo, scrittore e programmatore italiano
- Adrián Galád, astronomo slovacco
- Ana Lucrecia García, soprano venezuelana
- Mario Gianani, produttore cinematografico italiano
- Kaspar Gilgenrainer, ex sciatore alpino tedesco
- Hélène Giraud, regista e sceneggiatrice francese
- Berni Goldblat, regista svedese
- Ignacio González, ex schermidore cubano
- Liliana González, attrice colombiana
- Chris Gorak, scenografo e regista statunitense
- Brett Grabowski, ex sciatore alpino statunitense
- Andy Gray, produttore discografico e compositore britannico
- Julie Greenwald, produttrice discografica statunitense
- Jane Griffiths, poetessa britannica
- Christina Groth, cantante danese
- Ernie Grunwald, attore canadese
- Pedro Oliveiro Guerrero, criminale colombiano († 2010)
- Maha Haj, regista e sceneggiatrice palestinese
- Paul Hilton, attore britannico
- Agneta Hjorth, ex sciatrice alpina svedese
- Florian Hoffmeister, direttore della fotografia tedesco
- Mark Hogancamp, fotografo statunitense
- Joel Hopkins, regista e sceneggiatore britannico
- Bert Hoppe, storico e giornalista tedesco
- Alex Horley, fumettista e illustratore italiano
- Geraldine Hughes, attrice britannica
- Frazer Irving, fumettista britannico
- Ken Ishii, musicista e disc jockey giapponese
- Emily Jacir, artista e produttrice cinematografica palestinese
- Katie Jacobs, produttrice televisiva e regista statunitense
- Hanne Charlotte Johnsen, ex sciatrice alpina norvegese
- Ben Kane, scrittore e romanziere keniano
- Tuire Kayapó, attivista brasiliana († 2024)
- Miro Keci, allenatore di calcio albanese
- Keiichirō Toyama, autore di videogiochi e sceneggiatore giapponese
- Leïla Kilani, regista marocchina
- David King, storico e scrittore statunitense
- Olaf Kistenmacher, storico tedesco
- Harri Koskinen, designer finlandese
- Alban Kraja, giornalista e scrittore albanese
- Bjørn Kristiansen, ex fondista norvegese
- Timur Valer'evič Krjačko, astronomo russo
- Shirley Kurata, stilista e costumista statunitense
- Hirohisa Kurosaki, astronomo giapponese
- Tomoki Kyōda, animatore giapponese
- Rosario La Spina, tenore australiano
- Gibson LaFountaine, ex sciatrice alpina statunitense
- Amara Lakhous, scrittore, antropologo e giornalista algerino
- Marco Langbroek, astronomo olandese
- Vincent Lannoo, regista e sceneggiatore belga
- David Lapham, fumettista statunitense
- Vincenzo Lavenia, storico italiano
- Lee Cheol-ha, regista, sceneggiatore e produttore cinematografico sudcoreano
- Julia Leigh, regista, scrittrice e sceneggiatrice australiana
- Asger Leth, regista danese
- Sebastiano Lombardi, dirigente d'azienda italiano
- Sara Lov, cantautrice e chitarrista statunitense
- Tunoa Lui, allenatore di calcio samoano
- Helen Macdonald, scrittrice e naturalista britannica
- Andy MacFarlane, cantante, chitarrista e compositore scozzese
- Kristie Macosko Krieger, produttrice cinematografica statunitense
- Constanza Macras, coreografa argentina
- Ambrogio Maestri, baritono italiano
- Tomasz Makowski, bibliotecario e storico polacco
- Sadeq Mallallah, saudita († 1992)
- Aline Mandrillon, ex sciatrice alpina francese
- Melissa Mantak, ex triatleta statunitense
- Renato Marchetti, attore italiano
- Justin Marozzi, scrittore, storico e giornalista britannico
- Billie Ray Martin, cantautrice tedesca
- Hisham Matar, scrittore libico
- Vlastimil Maxa, ex sciatore alpino ceco
- Martin Luther McCoy, attore e musicista statunitense
- Yanna McIntosh, attrice giamaicana
- Gerald McMorrow, regista e sceneggiatore britannico
- Aron Mehzion, artista eritreo
- Brandon Merrill, modella e attrice statunitense
- Maik Meyer, astronomo tedesco
- Riccardo Michelucci, giornalista e conduttore radiofonico italiano
- Microbo, artista italiana
- Chris Milk, regista e fotografo statunitense
- Derek B. Miller, scrittore statunitense
- Roberto Minervini, regista e sceneggiatore italiano
- Stefano Molardi, organista, clavicembalista e direttore d'orchestra italiano
- Sebastiano Mondadori, scrittore italiano
- Sergio Monterisi, compositore e direttore d'orchestra italiano
- Adrien Morot, truccatore canadese
- Riccardo Mosca, regista italiano
- Sayomphu Mukdiphrom, direttore della fotografia thailandese
- Neel Mukherjee, scrittore indiano
- Frank Mullen, cantante statunitense
- Antonio Marín Muñoz, scrittore e storico spagnolo
- Hisham Naffa', scrittore, giornalista e editorialista palestinese
- Silvia Nebiolo, costumista italiana
- Alexandre Nero, attore, cantante e polistrumentista brasiliano
- Catherine O'Flynn, scrittrice britannica
- Robert O'Hara, regista teatrale e drammaturgo statunitense
- Rachid O., scrittore marocchino
- Ikechukwu Francis Okoronkowo, artista nigeriano
- Dale Oliver, compositore e musicista statunitense
- Cory Ondrejka, informatico statunitense
- Katja Oskamp, scrittrice tedesca
- Ken Paisli, scrittore e giornalista neozelandese
- Ed Park, scrittore e giornalista statunitense
- Nicki Parrott, cantautrice e musicista australiana
- Rachel Perkins, regista, sceneggiatrice e produttrice cinematografica australiana
- Bocephus King, cantautore, chitarrista e armonicista canadese
- Troy Pierce, disc jockey statunitense
- Spencer Platt, fotografo statunitense
- Gareth L. Powell, scrittore britannico
- Deva Premal, cantante tedesca
- Elisa Puricelli Guerra, scrittrice e traduttrice italiana
- Iiro Rantala, pianista e compositore finlandese
- Simone Rapisarda Casanova, regista italiano
- Kate Raworth, economista inglese
- Lawrence Renes, direttore d'orchestra olandese
- Andy Riley, disegnatore inglese
- Craig Ring, effettista statunitense
- Pietro Roccasalva, artista italiano
- Andreja Rojs, ex sciatrice alpina slovena
- Jaime Rosales, regista e sceneggiatore spagnolo
- Massimiliano Rossi, attore e regista teatrale italiano
- Indhu Rubasingham, regista teatrale e direttrice artistica britannica
- Jason Rubin, autore di videogiochi e fumettista statunitense
- Simon Rumley, regista e sceneggiatore britannico
- Sonja Rusch, ex sciatrice alpina canadese
- Kwamé Ryan, direttore d'orchestra canadese
- Robbie Ryan, direttore della fotografia irlandese
- Hiroshi Sakurazaka, scrittore di fantascienza giapponese
- Eric Sardinas, chitarrista e cantante statunitense
- Fabio Sartori, tenore italiano
- Marie-Pierre Schule, ex sciatrice alpina francese
- J. Peter Schwalm, musicista, produttore discografico e compositore tedesco
- Jan Hendrik Schön, fisico tedesco
- Scott Hassan, informatico statunitense
- Ken Scott, sceneggiatore, regista e attore canadese
- Danzy Senna, scrittrice statunitense
- Mark Sexton, disegnatore e fumettista australiano
- Chad Shelton, tenore statunitense
- Khen Shish, artista israeliana
- Art of Trance, musicista britannico
- Talvin Singh, musicista e compositore britannico
- Tony Sloane, ex militare e scrittore britannico
- Claire Elizabeth Smith, modella britannica
- Mike Smith, batterista statunitense
- Terri Smith, ex triatleta canadese
- Timothy B. Spahr, astronomo statunitense
- Carola Spatschil, ex sciatrice alpina tedesca
- Per Fredrik Spieler, ex sciatore alpino norvegese
- Darius Alexander Spieth, storico dell'arte statunitense
- Greg Staples, fumettista inglese
- Trenton Lee Stewart, scrittore statunitense
- Greg Stolze, autore di giochi e scrittore statunitense
- Sebastiano Strangio, mafioso italiano
- Tim Sweeney, informatico statunitense
- Adam Szymczyk, storico dell'arte polacco
- Else Tefre, ex sciatrice alpina norvegese
- Matteo Terzaghi, scrittore e artista svizzero
- Will Todd, pianista, musicista e compositore britannico
- Luca Tomassini, pittore italiano
- Emanuele Tonon, scrittore italiano
- Maurizio Torchio, scrittore italiano
- Fabrizio Tozzi, astronomo italiano
- Marian Trapassi, cantautrice italiana
- A.L.T., rapper statunitense
- Silvia Tro Santafé, mezzosoprano spagnola
- Matteo Truffelli, politologo italiano
- Jørn Inge Tunsberg, chitarrista e tastierista norvegese
- Gino Udina, fumettista italiano
- Arik Vardi, informatico israeliano
- Zubin Varla, attore e cantante inglese
- Ram Vaswani, giocatore di poker inglese
- Fabrizio Venerandi, scrittore italiano
- Patrice Vermette, scenografo canadese
- Håvard Veslehaug, ex sciatore alpino norvegese
- Britt Walford, batterista statunitense
- Josie Walker, attrice e cantante britannica
- Lucy Walker, regista, sceneggiatrice e produttrice cinematografica britannica
- Aaron S. Watkin, ex ballerino, direttore artistico e coreografo canadese
- Anna Wåhlin, insegnante svedese
- Isabelle Wéry, scrittrice, attrice e drammaturga belga
- Eva Yerbabuena, danzatrice spagnola
- Alissa York, scrittrice canadese
- Brian Yorkey, librettista, paroliere e sceneggiatore statunitense
- Emily Young, regista e sceneggiatrice britannica
- Yun Won-jin, ex schermidore sudcoreano
- Paolo Zaniboni, fumettista italiano
- Zhou Yunpeng, cantautore cinese
- Soner Çağaptay, storico turco
- Tolga Şahin, arbitro di pallacanestro turco
- Lada Žigo, scrittrice e giornalista croata